# Ocena po Gleasonu
Ocena po Gleasonu ali Gleasonova lestvica  je najpogosteje uporabljen sistem za razvrščanje adenokarcinomov prostate glede na stopnjo malignosti tumorja. Gre za mikroskopsko oceno vzorca raka prostate. Na osnovi ocene po Gleasonu in nekaterih drugih parametrov se določi stadij bolezni, ki je povezan s prognozo bolezni in pomaga pri odločitvi o ustreznem zdravljenju.
Rak z višjo oceno po Gleasonu je bolj agresiven in ima slabšo prognozo. Skupna ocena znaša od 2 do 10, pri čemer višja številka pomeni večje tveganje za slabši izid bolezni in večjo smrtnost. Ocena predstavlja vsoto dveh najpogostejših vzorcev rasti tumorja. Ocena 1 posameznega vzorca pomeni, da so rakave celice dobro diferencirane oziroma so navidez zelo podobne zdravim celicam, ocene od 2 do 4 pomenijo čedalje slabšo diferenciacijo celic oziroma z višjo oceno se celice čedalje bolj razlikujejo od zdravih žleznih celic prostate, ocena 5 pa pomeni največjo stopnjo nediferenciranosti oziroma so rakave celice že navidez zelo spremenjene. Pri tem se ocena vzorca, ki v tumorju prevladuje, navede najprej. Npr. tumor z večjo zastopanostjo vzorca 3 kot 4 je zapisan kot GS7 (3+4), tumor z več vzorca 4 pa kot GS7 (4+3).
Teoretično najnižja ocena po Gleasonu je 2, vendar pa novejša priporočila določajo, da se pri igelnih biopsijah v skladu s sodobnimi kriteriji praktično ne določajo komponente z nižjo oceno kot 3, kar pomeni, da je karcinom z oceno G6 (3+3) najmanj maligna možnost.